# Coleophora pagmana
Coleophora pagmana é uma espécie de mariposa do gênero Coleophora pertencente à família Coleophoridae.